# Causeway Grain
Der Causeway Grain ist ein Wasserlauf in Dumfries and Galloway, Schottland. Er entsteht an der Südseite des Causeway Grain Head und fließt in südlicher Richtung, bis er bei seinem Zusammentreffen mit dem Corbie Sike das Stennies Water bildet.